# Сражение при Джонсборо
Сражение при Джонсборо (англ. Battle of Jonesborough) — последнее сражение Атлантской кампании гражданской войны в США, происходившее 31 августа и 1 сентября 1864 года вблизи города Джонсборо, штат Джорджия. Федеральная армия Уильяма Шермана маневрировала с целью вытеснить Теннессийскую армию Джона Худа из укреплений около Атланты. Шерман не смог уничтожить армию Худа, но южанам пришлось оставить Атланту. Падение Атланты стало переломным моментом войны, когда стало очевидно, что победа Союза — лишь вопрос времени.

## Предыстория
Шерману до конца августа удавалось лишь временно прерывать линии коммуникаций Худа, высылая для этого отдельные части, однако конфедераты либо отражали их атаки, либо достаточно быстро восстанавливали нанесенные рейдерами разрушения, так что снабжение Атланты никогда не прерывались надолго. В конце августа Шерман решил, что если он сможет окончательно захватить или разрушить все железные дороги, ведущие в город, то противник будет вынужден оставить Атланту. Перейдя от тактики набегов к фактически общему наступлению, он решил нанести сокрушительный удар шестью из семи своих корпусов пехоты во фланг и тыл Атланты.
Почти вся армия Шермана, за исключением корпуса генерала Генри Слокама, оставшегося в окопах на прежних позициях, 25 августа обошла Атланту с запада и направилась к железным дорогам в тылу противника. Это решение представляло собой значительный риск для Шермана, поскольку Худ теперь имел возможность многократно превосходящими силами обрушиться на изолированный корпус Слокама. Быстро выйдя к железным дорогам Атланта — Монтгомери, а затем Атланта — Саванна, северяне немедленно стали разрушать их на большом протяжении. Не имея динамита, который тогда ещё не был изобретен, солдаты Шермана для разрушения железных дорог использовали «технологию» почти что каменного века, действуя главным образом руками.
Джон Худ о появлении и действиях в своем тылу крупных сил противника узнал с большим запозданием, лишь в ночь на 30 августа. Этот факт сам по себе свидетельствует как о неспособности Худа предвидеть действия противника, так и о его невнимании к разведке. В ответ на наступление северян Худ выслал навстречу им два корпуса под командованием генерала Уильяма Харди, общей численностью 24 000 человек с приказом остановить и при возможности разбить силы федералистов. Таким образом, силы южан под командованием Харди были мощной группировкой и Худ полагал, что корпуса Харди численно превосходят противника на этом участке. Но на деле получилось так, что Харди была поставлена непосильная задача своими двумя корпусами разбить шесть корпусов противника, сражаясь почти со всей армией Шермана, превосходившей силы Харди примерно в три раза.

## Сражение

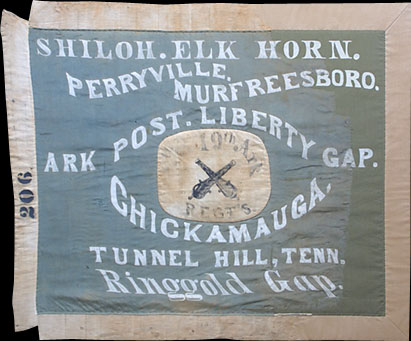
Флаг 8-го и 19-го арканзасских полков, захваченный под Джонсборо

### 31 августа
31 августа генерал-майор Оливер Ховард командовал двумя корпусами, которые окопались на восточной стороне реки Флинт. XV-й корпус Джона Логана укрепился на высотах фронтом к железной дороге (на восток). XVI-й корпус Томаса Рансома стоял правее, у самой реки, обеспечивая фланг. XVII корпус Фрэнка Блэра находился в резерве на западной стороне реки.
Южане были готовы к атаке примерно в 13:30. Харди передал командование своим корпусом Патрику Клейберну (который передал свою дивизию Марку Лоури), а сам осуществлял общее руководство обеими корпусами. Клебурн должен был наступать на левом фланге, атакуя позиции Рансома, а корпус Стефана Ли — наступать на правом фланге, на позиции корпуса Логана. Корпус Клейберна пошел вперед, но его передовая дивизия (Марка Лоури) внезапно была обстреляна спешенной кавалерией Джадсона Килпатрика, которая залегла за изгородью и открыла быстрый огонь из винтовок Спенсера. Лоури был вынужден изменить направление атаки и бросить три бригады против Килпатрика. Лоури сумел отбросить кавалеристов, но, вместо того, чтобы возобновить запланированную атаку, он стал преследовать людей Килпатрика, отходящих за реку, и в итоге был остановлен дивизией Джилса Смита из XVII корпуса.
Ли услышал перестрелку Лоури и Килпатрика и принял это за начало общего наступления. Поэтому он двинул корпус вперед ещё до того, как корпус Клейберна вошел в соприкосновение с противником. Ли приказал начать фронтальную атаку, которую возглавила дивизия Джеймса Андерсона. Дивизия Андерсона, уже сильно пострадавшая в предыдущих боях, попала под мощный огонь с хороших позиций, почти сразу понесла серьезный урон и стала отходить. Харди предложил повторить атаку, но Ли сообщил, что его корпус больше не в состоянии атаковать. Потери составили 1300 человек. Корпус Клебурна потерял 400. Федеральные корпуса потеряли всего 179 человек.
Ночью Худ велел корпусу Стефана Ли переместиться в укрепления Атланты. Харди остался под Джонсборо один. Он отвел свой корпус на исходную позицию и приготовился к обороне.

### 1 сентября

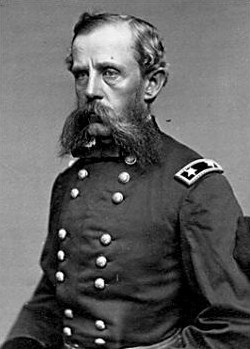
Абсалом Баярд

1 сентября Шерман послал XIV корпус Джефферсона Дэвиса на штурм позиций противника под Джонсборо. Утро ушло у федеральной армии на подтягивание вспомогательных сил. IV корпус Стенли должен был поддержать атаку, но задерживался. Между тем Харди укрепился под Джонсборо: дивизии Джона Брауна и Патрика Клейберна стояли вдоль железной дороги, а дивизия Джорджа Меней прикрывала правый фланг, так что оборонительная линия приняла вид буквы «Г».
К 16:00 корпус Стенли все ещё не подошел, и Шерман приказал Дэвису атаковать противника, нацелив атаку против углового выступа его линий. Самый угол выступа удерживала бригада Дэниеля Гована. Дэвис послал бригаду в атаку на позиции Гована, но атака была отбита. Тогда Дэвис послал в бой все три свои дивизии: Абсалома Байарда в центре, Джеймса Моргана слева и Уильяма Карлина справа. Тем временем подошел корпус Логана и начал наступать на левый фланг Харди, на позиции Джона Брауна.
Байард лично повел свою дивизию в штыковую атаку, за что потом получил Медаль Почета. Южане упорно дрались за траншеи, но после ожесточенного рукопашного боя люди Байарда все же ворвались в траншеи, захватив в плен Гована и 600 его бойцов. Между тем наконец прибыл корпус Стенли и это помогло Дэвису расширить прорыв. Харди приказал отступать, и его корпус отошел к Лавджой-Стейшен в полном боевом порядке.

## Последствия
Предпринимая наступление, Шерман весьма опасался за корпус Слокама. В ночь на 2 сентября его тревога достигла крайней точки, поскольку звуки взрывов, доносившиеся со стороны Атланты, воспринимались им как признаки сражения между XX корпусом и многократно превосходящими его силами Худа. Из-за нервного напряжения Шерман не смог заснуть до самого утра, но первое же полученное им на рассвете известие оказалось радостным. На рассвете он услышал поблизости оживленные возгласы и смех соратников. Это генерал Томас, только что получивший от Слокама сообщение о бегстве армии Худа, громко читал его оказавшимся рядом солдатам и офицерам. Худ ночью, опасаясь полного окружения, приказал эвакуировать Атланту, уничтожив при этом военные запасы, которые было невозможно вывезти. А 20-й федеральный корпус во главе со Слокамом как раз в эти утренние часы 2 сентября входил в оставленную противником Атланту. Вечером того же дня военный министр Халлек вручил Линкольну телеграмму Шермана, гласившую: «Атланта наша и завоевана безусловно» («Atlanta is ours, and fairly won»).
Федералам не удалось уничтожить корпус Харди, но они сумели перерезать линии снабжения Атланты и в итоге овладели городом, что и было их основной целью. Сражение при Джонсборо стало последним сражением битвы за Атланту и оно привело в итоге к сдаче города. Падение Атланты повлияло на переизбрание Линкольна в ноябре этого года и приблизило конец войны. Худ увел свою армию на запад, что позволило Шерману начать свой «Марш к морю».